# Room on the 3rd Floor
Room on the 3rd Floor – pierwsza płyta brytyjskiego zespołu McFly. Album ukazał się 5 lipca 2004 i już po tygodniu obecności na rynku w samej Wielkiej Brytanii sprzedał się w ilości 61,589 kopii. Album kupiło niemal ponad 600 000 fanów, a płyta uzyskała status podwójnej platyny.
Album znalazł się na szczycie listy Top 40 UK Album Chart. McFly pobili rekord Guinnessa należący wcześniej do The Beatles, najmłodszego zespołu z debiutanckim albumem numer jeden. 
W pisaniu utworów na płytę udział brały takie osoby jak: Tom Fletcher, Danny Jones oraz James Bourne z zespołu Busted.

## Lista utworów
1. "5 Colours in Her Hair" (Tom Fletcher, Danny Jones, James Bourne, Ben Sargeant)
2. "Obviously" (Fletcher, Jones, Bourne)
3. "Room on the Third Floor" (Fletcher, Jones)
4. "That Girl" (Fletcher, Bourne)
5. "Hypnotised" (Fletcher, Jones, Harry Judd, Dougie Poynter)
6. "Saturday Night" (Fletcher, Jones, Poynter, Judd)
7. "Met This Girl" (Jones, Poynter, Judd, Fletcher)
8. "She Left Me" (Fletcher, Bourne)
9. "Down by the Lake" (Fletcher, Bourne)
10. "Unsaid Things" (Fletcher, Jones, Poynter, Judd, Bourne)
11. "Surfer Babe" (Fletcher, Bourne)
12. "Not Alone" (Jones)
13. "Broccoli" (Fletcher, Bourne)
14. "Get Over You" (ukryty kawałek) (Fletcher, Jones, Judd, Poynter)